# Petter Vaagan Moen
Petter Vaagan Moen (ur. 5 lutego 1984 w Hamar) – norweski piłkarz występujący na pozycji pomocnika. Zawodnik klubu Strømsgodset IF.

## Kariera klubowa
Vaagan Moen zawodową karierę rozpoczynał w 2001 roku w klubie Hamarkameratene z Adeccoligaen. W 2003 roku awansował z zespołem do Tippeligaen. W tych rozgrywkach zadebiutował 12 kwietnia 2004 roku w zremisowanym 1:1 pojedynku z Sogndal Fotball. 25 lipca 2004 roku w wygranym 3:0 spotkaniu z Tromsø strzelił pierwszego gola w Tippeligaen. W Hamarkameratene spędził 4 lata.
W 2006 roku Vaagan Moen odszedł do SK Brann, również grającego w Tippeligaen. Pierwszy ligowy mecz zaliczył tam 10 kwietnia 2006 roku przeciwko Fredrikstadowi (1:1). W tym samym roku wywalczył z klubem wicemistrzostwo Norwegii, a rok później zdobył z nim mistrzostwo Norwegii.
W styczniu 2011 roku podpisał kontrakt z angielskim Queens Park Rangers z Championship. W tych rozgrywkach zadebiutował 3 stycznia 2011 roku w zremisowanym 2:2 spotkaniu z Bristolem City.

## Kariera reprezentacyjna
Vaagan Moen jest byłym reprezentantem Norwegii U-21. W pierwszej reprezentacji Norwegii zadebiutował 26 stycznia 2006 roku w przegranym 1:2 towarzyskim meczu z Meksykiem, w którym strzelił także gola.